# Prix de l'inventeur européen
Le prix de l'inventeur européen est un prix remis par l'office européen des brevets depuis 2006.

## Nomination et sélection
Chaque année, l'Office européen des brevets invite ses examinateurs de brevets, les examinateurs des offices de brevets des États membres de l'office et le grand public à proposer des inventions brevetées par l'Office européen des brevets qui ont apporté une contribution significative à l'innovation, à l'économie et à la société en Europe.
Une liste restreinte de personnes nommées est ensuite établie à partir des propositions et soumise à un jury international. Ce jury indépendant sélectionne trois personnes dans chaque catégorie pour le tour final et sélectionne les finalistes.

## Récompenses par années

### 2006
La première cérémonie des Prix de l'Inventeur Européen a eu lieu au Musée AutoWorld à Bruxelles, en Belgique, le 3 mai 2006. Les prix ont été décernés dans six catégories. Les lauréats de 2006 étaient :
- Industrie : Zbigniew Janowicz (Pologne) et Cornelis Hollenberg (Allemagne), pour avoir inventé une méthode de production de protéines dans la levure Pichia (Hansenula).
- Recherche : Peter Grünberg pour sa découverte de l'effet de la magnétorésistance géante (GMR).
- Pays non membres de l'OEB : Larry Gold et Craig Tuerk pour leur découverte que les acides nucléiques peuvent se lier à une protéine, permettant potentiellement d'intercepter d'autres protéines responsables de maladies comme la dégénérescence maculaire liée à l'âge.
- PME : Stephen P.A. Fodor, Michael C. Pirrung, J. Leighton Read, et Lubert Stryer, pour avoir inventé la puce à ADN.
- Nouveaux États membres de l'UE : John Starrett, Joanne Bronson, John Martin, Muzammil Mansuri, et David Tortolani, pour leurs prodrogues de phosphonates.
- Récompense pour l'ensemble de la carrière : Federico Faggin, pour l'invention du microprocesseur.

### 2007
La deuxième cérémonie des Prix de l'Inventeur Européen a eu lieu au Centre International des Congrès de Munich, en Allemagne, le 18 avril 2007. Des prix ont été remis à des inventeurs – individus et équipes – dans cinq catégories.
Les lauréats de 2007 étaient :
- Industrie : Franz Lärmer et Andrea Urban, de Bosch GmbH (Allemagne), pour leur procédé Bosch de microfabrication.
- Recherche : Catia Bastioli et son équipe chez Novamont S.p.A. (Italie), pour l'invention de plastiques biodégradables à base d'amidon.
- Pays non membres de l'OEB : Joseph P. Vacca et l'équipe des Merck Research Laboratories (États-Unis), pour le Crixivan, un inhibiteur de protéase.
- PME : Catia Bastioli et son équipe chez Novamont S.p.A. (Italie), pour l'invention de plastiques biodégradables à base d'amidon.
- Récompense pour l'ensemble de la carrière : Marc Feldmann, de l'Institut Kennedy de Rhumatologie (Royaume-Uni), pour avoir identifié le rôle des cytokines dans le traitement des maladies auto-immunes.

### 2008
La troisième cérémonie des Prix de l'Inventeur Européen s'est tenue à Ljubljana, en Slovénie, le 6 mai 2008, marquant la présidence slovène du Conseil de l'UE pour le premier semestre 2008. Des prix ont été décernés à des inventeurs – individus et équipes – dans cinq catégories.
Les lauréats de 2008 étaient :
- Industrie : Norbert Enning, Ulrich Klages, Heinrich Timm, Gundolf Kreis, Alois Feldschmid, Christian Dornberg et Karl Reiter, d'Audi (Allemagne), pour avoir révolutionné la fabrication automobile en rendant les châssis de voitures plus légers et plus sûrs grâce à l'utilisation de l'aluminium.
- Recherche : Douglas Anderson, Robert Henderson, et Roger Lucas de la PME écossaise Optos (Royaume-Uni), pour avoir développé une nouvelle technologie de balayage laser de l'œil permettant un examen puissant mais indolore de la rétine.
- Pays non membres de l'OEB : Philip S. Green, de SRI International (États-Unis), pour avoir développé un système chirurgical robotisé qui a contribué à améliorer la chirurgie en Europe en permettant aux chirurgiens de réaliser des interventions complexes avec une précision maximale.
- PME : Douglas Anderson, Robert Henderson, et Roger Lucas de la PME écossaise Optos (Royaume-Uni), pour avoir développé une nouvelle technologie de balayage laser de l'œil permettant un examen puissant mais indolore de la rétine.
- Récompense pour l'ensemble de la carrière : Erik De Clercq, de l'Université de Louvain (Belgique), pour ses contributions majeures au traitement antiviral, incluant le développement du cocktail de médicaments pour le VIH/SIDA qui est devenu la norme de thérapie au début du XXIe siècle.

### 2009
La cérémonie des Prix de l'Inventeur Européen a eu lieu au Château de Prague, à Prague, en République tchèque, le 28 avril 2009.
Les lauréats de 2009 étaient :
- Industrie : Jürg Zimmermann (Suisse) et Brian Drucker (États-Unis) pour avoir inventé un médicament efficace contre la leucémie myéloïde chronique.
- Recherche : Joseph Le Mer (France) pour avoir inventé un échangeur de chaleur d'une conception remarquablement simple, rendant les systèmes de chauffage à la fois économiques et écoénergétiques.
- Pays non membres de l'OEB : Zhou Yiqing et son équipe (Chine) pour un médicament antipaludique à base d'un agent herbacé, qui a été déterminant dans le sauvetage de centaines de milliers de vies.
- PME : Joseph Le Mer (France) pour avoir inventé un échangeur de chaleur d'une conception remarquablement simple, rendant les systèmes de chauffage à la fois économiques et écoénergétiques.
- Récompense pour l'ensemble de la carrière : Adolf Goetzberger (Allemagne) pour son travail sur l'utilisation commerciale de l'énergie solaire, contribuant à faire des cellules solaires une alternative viable aux combustibles fossiles.

### 2010
La cérémonie des prix de 2010 s'est tenue à Madrid, en Espagne, le 28 avril 2010. La cérémonie, qui s'est déroulée à l'hôtel Eurostars Madrid Tower, a été honorée par la présence de Leurs Altesses Royales le Prince Felipe et la Princesse Letizia des Asturies.
Les lauréats de 2010 étaient :
- Industrie : Albert Markendorf (Suisse) et Raimund Loser (Allemagne), dont le système portable de numérisation et de mesure 3D a ouvert un nouveau niveau de précision dans les systèmes de mesure industriels et a révolutionné le domaine.
- Recherche : Jürgen Pfitzer et Helmut Nägele (Allemagne), qui ont réalisé une percée en développant un polymère organique biodégradable facilement modelable.
- Pays non membres de l'OEB : Sanjai Kohli et Steven Chen (États-Unis), dont les travaux ont ouvert la voie aux systèmes de positionnement global (GPS) qui sont devenus couramment utilisés et font partie de notre vie quotidienne (lauréats ex aequo).
- Pays non membres de l'OEB : Ben Wiens et Danny Epps (Canada), qui ont développé des piles à combustible électrochimiques, une alternative commercialement viable aux combustibles fossiles (lauréats ex aequo).
- PME : Jürgen Pfitzer et Helmut Nägele (Allemagne), qui ont réalisé une percée en développant un polymère organique biodégradable facilement modelable.
- Récompense pour l'ensemble de la carrière : Wolfgang Krätschmer (Allemagne), qui a découvert un tout nouveau domaine de recherche en physique.

### 2011
La cérémonie des Prix de l'Inventeur Européen a eu lieu à la prestigieuse Académie hongroise des sciences à Budapest, en Hongrie.
Les lauréats de 2011 étaient :
- Industrie : Ann Lambrechts, de Bekaert (Belgique). Son invention a ouvert de nouvelles possibilités architecturales en améliorant la résistance à la flexion des structures en béton armé. Les fibres d'acier qu'elle a développées augmentent considérablement la résistance en traction du béton, réduisent le temps de construction et ont permis la réalisation de structures spectaculaires telles que le tunnel du Gothard.
- Recherche : Christine Van Broeckhoven, de l'Institut interuniversitaire flamand de biotechnologie (Belgique). Sa méthode pionnière pour identifier les gènes liés à la maladie d'Alzheimer a ouvert la voie au développement de médicaments et de traitements modernes contre cette maladie. Chacun des gènes et protéines identifiés par Broeckhoven constitue un "cible" potentiel pour les chercheurs qui développent des traitements contre les maladies neurodégénératives.
- Pays non membres de l'OEB : Ashok Gadgil et Vikas Garud, de l'Université de Californie, du Lawrence Berkeley National Laboratory et de WaterHealth International (États-Unis/Inde). Leur dispositif de désinfection par ultraviolet (UV), qui utilise la gravité et un design hydraulique étudié pour assurer un débit d'eau uniforme, nécessite seulement une ampoule UV de 40 watts pour désinfecter 1 000 litres d'eau par heure. Ce dispositif de purification de l'eau est installé dans plus de dix pays et fournit de l'eau potable à plus de deux millions de personnes.
- PME : Jens Dall Bentzen, de Dall Energy Aps (Danemark). Son four spécial à faibles émissions brûle des biocarburants avec une teneur en humidité allant jusqu'à 60 %, ce qui en fait une solution idéale pour une production d'énergie écologique, hautement efficace et donc peu coûteuse à partir de biomasse dans les usines et sites de production.
- Récompense pour l'ensemble de la carrière : Per-Ingvar Brånemark (Suède). Pionnier de l'ostéo-intégration, une méthode médicale maintenant largement pratiquée qui repose sur des implants en titane créant une connexion stable entre l'implant et l'os. Cette technique est aujourd'hui une méthode d'implantation standard chez les dentistes et est largement utilisée en chirurgie reconstructive. Des millions de personnes dans le monde ont bénéficié de sa méthode révolutionnaire.

### 2012
La cérémonie des Prix de l'Inventeur Européen s'est tenue à Copenhague, au Théâtre royal danois, en présence de Leurs Altesses Royales le Prince héritier Frederik et la Princesse héritière Mary du Danemark.
Les lauréats de 2012 étaient :
- Industrie : Jan Tøpholm, Søren Westermann et Svend Vitting Andersen (Danemark), pour leur aide auditive sur mesure.
- Recherche : Gilles Gosselin, Jean-Louis Imbach et Martin L. Bryant (France), pour leur nouveau médicament pour le traitement de l'hépatite B.
- Pays non membres de l'OEB : John O'Sullivan, Graham Daniels, Terence Percival, Diethelm Ostry et John Deane (Australie), pour leur contribution aux réseaux locaux sans fil (LAN) permettant un transfert de données à haute vitesse (Wi-Fi).
- PME : Manfred Stefener, Oliver Freitag et Jens Müller (Allemagne), pour leur pile à combustible portative au méthanol direct.

### 2013
La cérémonie des Prix de l'Inventeur Européen s'est tenue à Amsterdam, au Beurs van Berlage, en présence de Son Altesse Royale la Princesse Beatrix des Pays-Bas.
Les lauréats de 2013 étaient :
- Industrie : Claus Hämmerle et Klaus Brüstle (Autriche), de la société autrichienne Julius Blum, pour l'invention du système d'amortissement Blumotion, permettant une fermeture en douceur des portes de meubles, tiroirs et armoires murales.
- Recherche : Patrick Couvreur, Barbara Stella, Véronique Rosilio et Luigi Cattel (France, Italie) pour l'invention de nanocapsules qui détruisent les cellules cancéreuses sans endommager les tissus sains.
- Pays non membres de l'OEB : Ajay V. Bhatt, Bala Sudarshan Cadambi, Jeff Morriss, Shaun Knoll et Shelagh Callahan (États-Unis), pour la création et le développement de la technologie USB (Universal Serial Bus).
- PME : Pål Nyrén (Suède), pour l'invention de la pyroséquençage, une méthode plus rapide, simple et économique pour séquencer les brins d'ADN.
- Récompense pour l'ensemble de la carrière : Martin Schadt (Suisse), inventeur du premier écran plat à cristaux liquides (LCD).

Pour la première fois, le public a été invité à voter pour sélectionner le lauréat d'un Prix du Public parmi les 15 finalistes. Le gagnant dans cette catégorie est José Luis López Gómez (Espagne), de Patentes Talgo, dont l'invention d'un design de roue à guidage indépendant, plutôt qu'un essieu standard, sur les trains à grande vitesse rend ces trains parmi les plus confortables et sûrs de l'industrie.

### 2014
La cérémonie des Prix de l'Inventeur Européen s'est tenue à Berlin, au Bureau de Représentation de Deutsche Telekom (ancien Kaiserliches Telegrafenamt), le 17 juin.
Les lauréats de 2014 étaient :
- Industrie : Koen Andries (Belgique), Jérôme Guillemont (France), Imre Csoka (France), Laurence F.F. Marconnet-Decrane (France), Frank C. Odds (Royaume-Uni), Jozef F.E. Van Gestel (Belgique), Marc Venet (France), et Daniel Vernier (France) pour leur invention : un médicament contre la tuberculose multirésistante.
- Recherche : Christofer Toumazou (Royaume-Uni) pour son microchip permettant un test ADN rapide.
- Pays non membres de l'OEB : Charles W. Hull (États-Unis) pour l'invention de l'impression 3D (stéréolithographie).
- PME : Peter Holme Jensen, Claus Hélix-Nielsen, et Danielle Keller (Danemark) pour leur système de purification de l'eau à haute efficacité énergétique.
- Récompense pour l'ensemble de la carrière : Artur Fischer (Allemagne) pour sa cheville murale, le flash synchronisé, et bien d'autres inventions.
- Prix du Public : Masahiro Hara, Takayuki Nagaya, Motoaki Watabe, Tadao Nojiri et Yuji Uchiyama (Japon) pour le développement du QR code.

### 2015
La cérémonie des Prix de l'Inventeur Européen s'est tenue à Paris, au Palais Brongniart (La Bourse), le 11 juin.
Les lauréats de 2015 étaient :
- Industrie : Franz Amtmann (Autriche) et Philippe Maugars (France), avec leurs équipes, pour l'invention de la technologie de communication en champ proche (NFC).
- Recherche : Ludwik Leibler (France) pour ses vitrimeres, une nouvelle classe de polymères.
- Pays non membres de l'OEB : Sumio Iijima, Akira Koshio et Masako Yudasaka (Japon) pour l'invention des nanotubes de carbone.
- PME : Laura J. van 't Veer (Pays-Bas) et son équipe pour leur test du cancer du sein basé sur les gènes.
- Récompense pour l'ensemble de la carrière : Andreas Manz (Suisse) pour son système d'analyse de la taille d'une puce.
- Prix du Public : Ian Frazer (Australie) et Jian Zhou (Chine, †), pour le développement du vaccin contre le HPV.

### 2016
La cérémonie des Prix de l'lnventeur Européen s'est tenue à Lisbonne le 9 juin.
Les lauréats de 2016 étaient :
- Industrie : Bernhard Gleich, Jürgen Weizenecker et leur équipe (Allemagne) pour l'invention de l'imagerie par particules magnétiques (MPI).
- Recherche : Alim-Louis Benabid (France) pour son travail sur un traitement de la maladie de Parkinson.
- Pays non membres de l'OEB : Robert Langer (États-Unis) pour ses travaux sur les médicaments anticancéreux ciblés.
- PME : Tue Johannessen, Ulrich Quaade, Claus Hviid Christensen et Jens Kehlet Nørskov (Danemark) pour leur système de stockage d'ammoniac visant à réduire les oxydes d'azote (NOx).
- Récompense pour l'ensemble de la carrière : Anton van Zanten (Allemagne/Pays-Bas) pour son système de contrôle électronique de la stabilité.
- Prix du Public : Helen Lee (Royaume-Uni/France) pour l'invention de kits de diagnostic destinés aux régions défavorisées du globe.

### 2017
La cérémonie des Prix de l'Inventeur Européen s'est tenue à Venise le 15 juin.
Les lauréats de 2017 étaient :
- Industrie : Jan van den Boogaart et Oliver Hayden (Pays-Bas/Autriche) pour l'invention d'un test sanguin rapide pour le paludisme.
- Recherche : Laurent Lestarquit, José Ángel Ávila Rodríguez, Günter W. Hein, Jean-Luc Issler et Lionel Ries (France, Espagne, Allemagne, Belgique) pour l'invention de signaux radio améliorant la navigation par satellite (Galileo).
- Pays non membres de l'OEB : James G. Fujimoto, Eric A. Swanson et Robert Huber (États-Unis, Allemagne) pour leurs travaux sur l'imagerie médicale par tomographie par cohérence optique (OCT).
- PME : Günter Hufschmid (Allemagne) pour sa super-éponge absorbante destinée aux marées noires.
- Récompense pour l'ensemble de la carrière : Rino Rappuoli (Italie) pour ses vaccins de nouvelle génération contre la méningite, la coqueluche et d'autres infections.
- Prix du Public : Adnane Remmal (Maroc) pour avoir renforcé l'efficacité des antibiotiques grâce aux huiles essentielles.

### 2018
La cérémonie de remise des Prix de l'Inventeur Européen s'est tenue à Saint-Germain-en-Laye, Paris, le 7 juin. Les lauréats de 2018 étaient :
- Industrie : Agnès Poulbot et Jacques Barraud† (France) pour l'invention d'une bande de roulement de pneu auto-régénérante.
- Recherche : Jens Frahm (Allemagne) pour l'invention d'une IRM en temps réel, plus rapide.
- Pays non-membres de l’OEB : Esther Sans Takeuchi (États-Unis) pour l'invention de batteries permettant de redémarrer le cœur.
- PME : Jane ní Dhulchaointigh (Irlande) pour l'invention de Sugru, une colle malléable multi-usage.
- Prix pour l’ensemble de la carrière : Ursula Keller (Suisse) pour l'invention des lasers à impulsions ultrarapides.
- Prix du public : Erik Loopstra et Vadim Banine (Pays-Bas/Russie) pour l'invention de la lithographie extrême ultraviolet.

Ces inventeurs ont été récompensés pour leurs contributions exceptionnelles à leurs domaines respectifs, apportant des avancées technologiques d'impact mondial.

### 2019
La cérémonie de remise des Prix de l'Inventeur Européen s'est tenue à Vienne, en Autriche, le 20 juin. Les lauréats de 2019 étaient :
- Industrie : Klaus Feichtinger et Manfred Hackl (Autriche) pour l'invention d'un système de recyclage du plastique à haute performance.
- Recherche : Jérôme Galon (France) pour l'invention de l'Immunoscore®, un test de diagnostic du cancer plus précis.
- Pays non-membres de l’OEB : Akira Yoshino (Japon) pour l'invention de la batterie lithium-ion et ses évolutions.
- PME : Rik Breur (Pays-Bas) pour son revêtement en fibre antifouling pour applications marines.
- Prix pour l’ensemble de la carrière : Margarita Salas Falgueras (Espagne) pour l'invention de l’amplification de l'ADN pour la génomique.
- Prix du public : Margarita Salas Falgueras (Espagne) pour l'invention de l’amplification de l'ADN pour la génomique.

Ces inventeurs ont été honorés pour leurs contributions majeures dans leurs domaines, offrant des innovations technologiques aux impacts considérables.

### 2020
La remise des prix 2020 a été reportée à l'année suivante en raison de la pandémie.

### 2021
La cérémonie de remise des Prix de l'Inventeur Européen s'est tenue en format numérique le 17 juin. Les lauréats de 2021 étaient :
- Industrie : Per Gisle Djupesland (Norvège) pour l'invention d'un dispositif permettant une meilleure administration de médicaments par voie nasale.
- Recherche : Robert N. Grass et Wendelin Stark (Autriche/Suisse) pour leur stockage de données basé sur l'ADN.
- Pays non-membres de l’OEB : Sumita Mitra (Inde/États-Unis) pour l'utilisation de nanomatériaux afin de restaurer les sourires.
- PME : Henrik Lindström et Giovanni Fili (Suède) pour l'invention de cellules solaires flexibles pour appareils portables.
- Prix pour l’ensemble de la carrière : Karl Leo (Allemagne) pour ses travaux de toute une vie dans le domaine des semi-conducteurs organiques.
- Prix du public : Gordana Vunjak-Novakovic (Serbie/États-Unis) pour sa carrière dédiée aux avancées en ingénierie tissulaire.

Ces inventeurs ont été récompensés pour leurs contributions novatrices et leur impact significatif dans leurs domaines respectifs.

### 2022
La cérémonie de remise des Prix de l'Inventeur Européen s'est tenue en format numérique le 21 juin. Les lauréats de 2022 étaient :
- Industrie : Jaan Leis, Mati Arulepp et Anti Perkson (Estonie) pour l'optimisation du graphène courbé, un matériau utilisé dans les supercondensateurs à haute efficacité.
- Recherche : Elena García Armada (Espagne) pour le premier exosquelette robotique adaptable pour enfants.
- Pays non-membres de l’OEB : Donald Sadoway (Canada/États-Unis) pour l'invention de batteries à métal liquide pour le stockage d'énergie renouvelable.
- PME : Madiha Derouazi (Suisse), Elodie Belnoue (France) et leur équipe pour l'invention d'une plateforme de vaccins thérapeutiques pour traiter le cancer.
- Prix des Jeunes Inventeurs
  - 1er Prix conjoint et 20 000 € : Victor Dewulf et Peter Hedley (Belgique/Royaume-Uni) pour la gestion des déchets pilotée par IA.
  - 1er Prix conjoint et 20 000 € : Erin Smith (États-Unis) pour une IA permettant de détecter la maladie de Parkinson plus tôt chez les patients.
  - 2e Prix et 10 000 € : Rafaella de Bona Gonçalves (Brésil) pour des protections hygiéniques biodégradables visant à lutter contre la précarité menstruelle.
- Prix pour l’ensemble de la carrière : Katalin Karikó (Hongrie/États-Unis) pour ses travaux de toute une vie sur l'ARNm modifié, qui ont permis des vaccins et thérapies salvateurs.
- Prix du public : Elena García Armada (Espagne) pour le premier exosquelette robotique adaptable pour enfants.

Ces inventeurs ont été distingués pour leurs innovations et leur impact significatif dans des domaines variés et essentiels.

### 2023
La cérémonie de remise des Prix de l'Inventeur Européen s'est tenue à Valence, en Espagne. Les lauréats de 2023 étaient :
- Industrie : Pia Bergström, Annika Malm, Jukka Myllyoja, Jukka-Pekka Pasanen et Blanka Toukoniitty (Finlande) pour la conversion de déchets et de résidus en solutions renouvelables de haute qualité.
- Recherche : Patricia de Rango, Daniel Fruchart, Albin Chaise, Michel Jehan et Nataliya Skryabina (France) pour une méthode sûre et durable de stockage de l'hydrogène.
- Pays non-membres de l’OEB : Kai Wu (Chine) pour ses travaux sur les batteries Li-ion.
- PME : Rhona Togher et Eimear O'Carroll (Irlande) pour la réduction du bruit avec un matériau acoustique avancé.
- Prix des Jeunes Inventeurs
  - 1er Prix et 20 000 € : Richard Turere (Kenya) pour son système d’éclairage abordable, connu sous le nom de « Lion lights », visant à protéger le bétail et les prédateurs.
  - 2e Prix et 10 000 € : Filipa de Sousa Rocha (Portugal) pour son programme de codage accessible aux enfants malvoyants.
  - 3e Prix et 5 000 € : Fionn Ferreira (Irlande) pour l'élimination des microplastiques de l'eau.
- Prix pour l’ensemble de la carrière : Avelino Corma Canós (Espagne), chimiste et pionnier dans le domaine des catalyseurs.
- Prix du public : Patricia de Rango, Daniel Fruchart, Albin Chaise, Michel Jehan et Nataliya Skryabina (France) pour une méthode sûre et durable de stockage de l'hydrogène.

Ces inventeurs ont été récompensés pour leurs contributions novatrices et leur impact significatif dans des domaines essentiels pour un avenir durable.

## Catégories
Le prix comporte 5 catégories: œuvre d’une vie, industrie, petites et moyennes entreprises, recherche et pays non-européens et récompense des personnalités ayant contribué au progrès social, économique et technologique. 